# Derek Parkin
Derek Parkin (* 2. Januar 1948 in Newcastle-upon-Tyne) ist ein ehemaliger englischer Fußballspieler. Der Außenverteidiger und zweifache Ligapokalsieger ist bis heute der Spieler mit den meisten Einsätzen für die Wolverhampton Wanderers – sowohl in Bezug auf die Ligapartien als auch auf Pflichtspiele im Allgemeinen.

## Sportliche Laufbahn
Der zumeist auf der linken Außenbahn agierende Derek Parkin begann seine Karriere zunächst beim Zweitligisten Huddersfield Town und wurde dort in der Saison 1966/67 zum Stammspieler. Aufgrund seiner technischen und antizipatorischen Stärken, zu denen sich ein gutes Stellungsspiel gesellte, machte er sich einen Namen bis hinauf in die englische Oberklasse und wechselte schließlich im Februar 1968 für die vergleichsweise hohe Ablösesumme von 80.000 Pfund zu den Wolverhampton Wanderers.
Schnell entwickelte sich Parkin, der aufgrund seiner hohen Stimme scherzhaft „Squeak“ (englisch für „piepsen“) genannt wurde, zu einer festen Größe auf der linken Abwehrseite der „Wolves“ und stand bereits zu Beginn in 134 Pflichtspielen ohne Unterbrechung bei seinem neuen Verein unter Trainer Ronnie Allen in der Startelf. In seiner letztlich vierzehn Jahre umspannenden Zeit absolvierte er in fünf Spielzeiten jeweils mindestens 50 Partien für die „Wölfe“ – neben seinem generellen Rekordspielerstatus ist auch dies eine Bestmarke innerhalb des Klubs. Die ersten Erfolge traten zu Beginn der 1970er Jahre ein, als Parkin mit seinem Team zunächst 1971 den Texaco Cup errang und ein Jahr später im UEFA-Pokal auf dem Weg bis ins Finale war, selbst aber nur in den ersten drei Runden zur Verfügung stand. Dazu kamen in den Jahren 1974 und 1980 die beiden Siege im Ligapokal, die bis heute die einzigen Titel des Vereins in diesem Wettbewerb sind, und in deren Mitte der Erstligaabstieg 1976 und der direkte Wiederaufstieg als Zweitligameister fielen. Parkin, dem bereits 1979 in Anerkennung seiner langjährigen Dienste ein persönliches Benefizspiel („Testimonial Match“) gewidmet worden war (in einer Zeit, bevor die Spielergehälter im Profifußball „explodierten“, ein übliches Mittel, einem verdienten Spieler eine größere Geldsumme zur Verfügung zu stellen), verließ im März 1982 seinen langjährigen Klub und verpasste dort das Ende der Saison 1981/82, das den Wolves einen weiteren Abstieg in die Zweitklassigkeit bescherte. Nach 609 Pflichtspielen – davon 501 Ligapartien – schloss sich Parkin Stoke City an und „rettete“ sich durch diesen Wechsel im englischen Oberhaus.
Bei den „Potters“ agierte er an der Seite des späteren Wolves-Spielers Alan Dodd und mit George Berry folgte ihm kurze Zeit danach ein ehemaliger Mannschaftskamerad aus Wolverhampton. Nach 45 Pflichtspielen für Stoke City trat Parkin im Mai 1983 als aktiver Fußballer zurück. Einsätze in der englischen A-Nationalmannschaft waren ihm in seiner Karriere stets verwehrt geblieben und so waren seine Länderspiele auf fünf Partien für die englische U-23-Nachwuchself zwischen 1969 und 1971 beschränkt, zu denen noch einige Auswahlspiele für die englische Football League gekommen waren. Nach seiner Sportlaufbahn startete er eine „bürgerliche“ Karriere im Bereich der Landschaftsarchitektur.

## Erfolge
- Englischer Ligapokalsieger: 1974, 1980
- Texaco-Cup-Gewinner: 1971